# Bryan Robson
Bryan Robson OBE (* 11. Januar 1957 in Chester-le-Street, County Durham) ist ein ehemaliger englischer Fußballspieler und war dabei langjähriger Mannschaftskapitän sowohl im Verein als auch in der englischen Nationalelf, die er später unter Terry Venables auch betreute.

## Spielerlaufbahn

### West Bromwich Albion
Der von vielen als einer der komplettesten englischen Mittelfeldspieler der jüngeren Vergangenheit angesehene Robson erschien erstmals in der Öffentlichkeit, als er für seinen Verein West Bromwich Albion im Jahr 1975 gegen York City debütierte. In den letzten drei Partien der Saison, in denen er eingesetzt wurde, schoss er zwei Tore und wurde in der darauffolgenden Saison Stammspieler. West Bromwich stieg in dieser Spielzeit in die englische First Division auf.
In seiner ersten Saison in der First Division wechselte Robson stetig zwischen der linken Verteidigerposition und der von ihm bevorzugten zentralen Mittelfeldrolle. Seine Karriere erhielt dann aufgrund seiner ersten schwerwiegenden Verletzung einen Rückschlag, als er sich bei einem Tackling gegen Chris Jones von Tottenham Hotspur das linke Bein brach.
Zwei Monate später kehrte Robson zurück, aber die Bruchstelle hielt einem erneuten Tackling nicht stand. Zum Saisonende brach er sich sogar drittmalig das Bein. Später wurde er in die englische U23-Nachwuchsmannschaft berufen. Da er jedoch bei einem Spiel gegen Manchester City eine Knöchelfraktur erlitt, musste er seine Teilnahme absagen.
Diese unglückliche Verletzungsserie sollte symptomatisch für Robsons Spielkarriere sein. Trotz seines überdurchschnittlichen Talents und seiner natürlichen Führungsqualitäten hatte er mit Blessuren zu kämpfen, die ihn stets für einen großen Teil der Saison zur Regeneration zwangen. Dennoch waren seine Verletzungen auf Knochenbrüche und Ausrenkungen von Gelenken beschränkt, deren Heilprozesse verhältnismäßig linear und zuverlässig verliefen. Während seiner Zeit in West Bromwich brach er sich zudem noch eine Hand und seine Nase.

### Manchester United und die englische Nationalmannschaft
Robson wurde 1979 Mannschaftskapitän von West Brom, woraufhin dann Trainer Ron Atkinson, der ihn für diese Rolle bestimmte, zu Manchester United wechselte. Robson debütierte im Februar 1980 für die englische Nationalmannschaft, die in einem Qualifikationsspiel zur EM 1980 in Italien gegen Irland mit 2:0 gewann. Robsons zweites Länderspiel folgte beim letzten Vorbereitungsspiel, einem 2:1-Sieg gegen Australien in Sydney. Im Turnier selbst, in dem England bereits nach der Gruppenphase ausscheiden sollte, kam Robson dann jedoch nicht zum Einsatz.
Nach der Europameisterschaft setzte Englands Trainer Ron Greenwood regelmäßig auf Robson im Mittelfeld und berief ihn für alle acht Qualifikationsspiele zur WM 1982 in Spanien, an deren Ende die Qualifikation Englands zur Weltmeisterschaft stand. In einem dieser Spiele, bei der 1:2-Niederlage in Norwegen, schoss Robson sein erstes Tor für England.
Robsons alter Trainer Atkinson bot West Bromwich einen Monat vor dem letzten Qualifikationsspiel gegen Ungarn im Wembley-Stadion 1,5 Millionen Pfund für Robsons Wechsel nach Old Trafford. Nach Verhandlungen einigten sich die Vereine später und Robson unterschrieb im Oktober 1981 für eine Ablösesumme von 1,75 Millionen Pfund. Zu dieser Zeit war er der teuerste britische Spieler und wurde erst sechs Jahre später im Sommer 1987 übertroffen, als der FC Liverpool 1,9 Millionen Pfund für den Wechsel von Peter Beardsley von Newcastle United zahlte.
Robson gab seinen Einstand für den neuen Verein beim torlosen Remis gegen Manchester City und beendete die Saison mit 32 Spielen und fünf Toren. In der Zwischenzeit entwickelte er sich positiv in der englischen Nationalmannschaft und traf sowohl bei einem 4:0-Sieg gegen Nordirland in Wembley als auch zweifach im letzten Vorbereitungsspiel zur Weltmeisterschaft gegen Finnland. Nun sollte Robson nicht nur in dem 22-köpfigen Kader vertreten sind, sondern auch in der Startelf auflaufen.
Robson war für den Rest der 1980er-Jahre bis 1991 Stammspieler für England. In dieser Zeit erreichte er bei der WM 1982 die zweite Runde und bei der WM 1986 in Mexiko das Viertelfinale. Im ersten Spiel der WM 1982 traf er bereits nach wenigen Sekunden gegen Frankreich. Bei der EM 1988 in Deutschland scheiterte er bereits in der Gruppenphase und konnte bei der WM 1990 in Italien bis ins Halbfinale einziehen. Er ist bis heute mit seinen 90 Einsätzen (dabei 26 Tore) einer der Fußballer mit den meisten englischen Länderspielen und hätte vermutlich noch wesentlich mehr hinzufügen können, wenn die bereits angesprochene Verletzungsanfälligkeit ihn nicht dahingehend eingeschränkt hätte.
Robson erzielte zwei Treffer beim Finale des FA Cups der Saison 1982/83, das Manchester im Wiederholungsspiel gegen Brighton & Hove Albion mit 4:0 gewinnen konnte. In der darauffolgenden Saison erreichte er mit seinem Verein das Halbfinale des Europapokal der Pokalsieger, das er jedoch gegen Juventus Turin verlor. Im Jahr 1985 gewann er erneut den englischen Pokal, als Norman Whiteside das entscheidende Tor in der Verlängerung zum 1:0 gelang und damit verhinderte, dass der Gegner aus Everton das bis dato einzigartige Tripel aus Meisterschaft, FA Cup und Europapokal der Pokalsieger erringen konnte. In der Saison 1985/86 startete Robson mit seinem Verein mit zehn aufeinanderfolgenden Siegen und nährte die Hoffnung, nach 1967 wieder die englische Meisterschaft nach Old Trafford holen zu können. Nach dem Jahreswechsel folgte jedoch eine langanhaltende Formschwäche, die dafür sorgte, dass Manchester die Saison hinter Liverpool, Everton und West Ham United nur auf dem vierten Platz abschließen konnte und ohne Titelgewinn blieb.
Der mit dem Spitznamen Captain Marvel bedachte Robson war maßgeblich an der Qualifikation Englands zur WM 1986 in Mexiko beteiligt, bei der man dann in einem legendären Viertelfinalspiel mit 1:2 gegen Argentinien nach zwei Toren von Diego Maradona (das erste durch das berühmte Hand Gottes-Tor, das zweite durch das WM-Tor des Jahrhunderts) ausschied. Bei der Europameisterschaft 1988 war er einer der wenigen Spieler, die eine gute Leistung zeigen konnten. Dennoch verlor die Mannschaft alle drei Spiele in der Gruppenphase und schied danach aus dem Turnier aus.
Bryan Robson war nun einer der etabliertesten englischen Fußballspieler und behielt seinen Stammplatz auch nachdem Atkinson von Manchester United entlassen und durch Alex Ferguson ersetzt wurde. Es dauerte aber bis zum Jahr 1990, bis Robson wieder einen Titel gewinnen konnte. Im ersten FA-Cup-Finale, das Manchester 3:3 gegen Crystal Palace spielte, schoss er das erste Tor. Das Wiederholungsspiel konnte Manchester durch einen Treffer von Lee Martin mit 1:0 gewinnen. Erneut durch Verletzungen zurückgeworfen, konnte Robson in der Saison 1990/91 nur 17 Ligaspiele bestreiten. Im Finale des Europapokal der Pokalsieger, das Manchester gegen den FC Barcelona mit 2:1 gewinnen konnte, war er jedoch wieder einsatzbereit.
Trotz verstärkter Konkurrenz von Paul Ince, Neil Webb und Andrei Kantschelskis war Robson auch in der Saison 1991/92 dauerhaft in der Stammelf vertreten und kam zu seinem 90. und letzten Länderspiel für England, das zu dieser Zeit von dem in der Öffentlichkeit nur mäßig beliebten Graham Taylor trainiert wurde. Die Spielzeit endete enttäuschend, als Manchester in der Meisterschaft Leeds United unterlag. Nachdem er verletzungsbedingt auch das Finale im Ligapokal verpasste, das Manchester gegen Nottingham Forest gewann, verlor Robson langsam seinen Stammplatz, nachdem weitere Spieler als Konkurrenten erschienen waren und Ferguson gegenüber der Presse den Wunsch offenbarte, einen neuen Mittelfeldspieler verpflichten zu wollen. Obwohl er weiterhin Mannschaftskapitän war, vertrat ihn Steve Bruce nun häufiger, wenn Robson nicht zum Einsatz kam.
In der Saison 1992/93 kam Robson in der neu geschaffenen englischen Premier League auf nur 15 Ligaspiele. Er schoss ein Tor am letzten Spieltag gegen den FC Wimbledon, als Manchester bereits die englische Meisterschaft (gleichbedeutend mit Robsons erstem Meistertitel) gesichert hatte. Nun sorgten nicht nur seine Verletzungen dafür, dass der mittlerweile 36-jährige Robson immer seltener eingesetzt wurde. Die Verpflichtung von Éric Cantona im Jahr 1992, der gemeinsam mit Mark Hughes fortan eine Sturmreihe bildete, hatte die Umstellung des früheren Sturmpartners von Mark Hughes Brian McClair ins Mittelfeld zur Folge, was Robsons Perspektiven unmittelbar deutlich verschlechterte. Die Tendenz setzte sich noch weiter fort, als dann im Sommer 1993 zusätzlich Roy Keane von Nottingham Forest zur Mannschaft stieß.
Dennoch kam Robson auch in der Saison 1993/94 noch sporadisch zum Einsatz und gewann seine persönlich zweite Meisterschaft. Dazu konnte er beim Halbfinal-Wiederholungsspielsieg im FA Cup gegen Oldham Athletic eines von vier Toren erzielen. Beim Finale war er jedoch nicht in der Mannschaft, was verhinderte, dass er der erste Spieler des Vereins gewesen wäre, der vier Finals im FA Cup gewonnen hätte.
Robsons 13-jähriger Aufenthalt bei Manchester United wurde dann im Sommer 1994 nach knapp 400 Spielen und 97 Toren beendet. Er nahm daraufhin ein Angebot des FC Middlesbrough an und arbeitete dort fortan als Spielertrainer.
Aktuell ist er der englische Nationalspieler mit den sechstmeisten Einsätzen und der elftbesten Torausbeute. Er arbeitete zwischen 1994 und 1996 in einer Kotrainer-Funktion für Terry Venables und wurde kurzzeitig als möglicher Nachfolger nach der EM 1996 gehandelt, was er jedoch ablehnte.

## Trainerlaufbahn

### Middlesbrough: Erste Schritte
Robsons Start in die Trainerlaufbahn begann in der letzten Saison im Ayresome Park erfolgreich, als er mit Middlesbrough die Zweitligameisterschaft gewinnen und den damit verbundenen Aufstieg in die erste Liga feiern konnte und dann mit seiner Mannschaft das neue Riverside Stadium bezog. Sein Kotrainer war Viv Anderson, der wie Robson zuvor bei Manchester United gespielt hatte.
Middlesbroughs Rückkehr in die Premier League gestaltete sich äußerst erfolgreich und wurde begleitet von zahlreichen Spitzenspielerverpflichtungen, darunter vor allem Nick Barmby und die Brasilianer Juninho Paulista und Branco. Sie starten bis zum Oktober 1995 auf einen vierten Platz und peilten zumindest einen UEFA-Pokalplatz und sogar das Meisterschaftsrennen an. Große Verletzungsprobleme im Verein sorgten dann jedoch für einen Niedergang innerhalb der Saison, so dass Middlesbrough am Ende noch auf den verhältnismäßig schwachen 12. Platz abrutschte.
Robson investierte im Sommer 1996 mehrere Millionen Pfund in den italienischen Stürmer Fabrizio Ravanelli und den brasilianischen Mittelfeldspieler Emerson. Diese teuren Verpflichtungen verhinderten jedoch nicht, dass Middlesbrough schwach in die Saison startete. Eine deutliche Verschlechterung setzte dann ein, als der Verein mit einem 3-Punkte-Abzug bestraft wurde, weil er zu kurzfristig und ohne ausreichende Absprache ein Spiel aufgrund einer Verletzungskrise im Klub absagte. Am Ende der Saison bestand jedoch die Aussicht mit den Finalteilnahmen in beiden heimischen Pokalwettbewerben die erste Trophäe für den Verein gewinnen zu können. Nach dem ersten Finalspiel des Ligapokals gegen Leicester City, das 1:1 endete, verlor Boro das Wiederholungsspiel mit 0:1.
Die ereignisreiche Saison endete für Middlesbrough mit dem Abstieg in die zweite Liga, der ohne den Punkteabzug verhindert worden wäre und den Verein auf einem 14. Platz hätte enden lassen. Die Entscheidung wurde jedoch trotz anhaltender Appelle nicht zurückgenommen. Die Enttäuschung im Verein setzte sich weiter fort, als auch das Finale des FA Cups gegen den FC Chelsea mit 0:2 verloren wurde. Die Vereinsführung hingegen bekräftigte das Vertrauen in Robson und wurde für die Loyalität durch den direkten Wiederaufstieg in der Saison 1997/98 belohnt. Zusätzlich erreichte der Verein das Endspiel im Ligapokal, das erneut gegen Chelsea verloren wurde.
Nach Middlesbroughs zweitem Aufstieg verbrachte Robson drei weitere Spielzeiten bei dem Verein und trat dann von seinem Posten zurück, nachdem es ihm langfristig nicht gelungen war, den Klub von einem Mittelfeldplatz in höhere Tabellenregionen zu bringen. Sein Nachfolger wurde Steve McClaren, ein ehemaliger Kotrainer von Manchester United.

### Bradford City: Kurzzeitiges Comeback
Es dauerte mehr als zwei Jahre, bevor Robson wieder zum Fußball zurückkehrte und im November 2003 ein Trainerangebot des um den Klassenerhalt in der zweiten Liga kämpfenden Vereins Bradford City annahm. Davor war er kurzfristig als Trainer für die nigerianische Fußballnationalmannschaft im Gespräch. Das Angebot lehnte er jedoch ab. Seine Zeit bei Bradford war sehr unglücklich und der Verein stieg nach 20 Niederlagen in den letzten 28 Spielen in die dritte Liga ab. Robsons Kurzzeitvertrag wurde nicht erneuert und er wurde anschließend von seinem Kotrainer Colin Todd beerbt.

### West Bromwich Albion: Zurück in die heimischen Midlands
Robsons dritte und noch aktuelle Trainerstation begann im November 2004, als er das Angebot seines alten Vereins West Bromwich Albion annahm, 23 Jahre nachdem er ihn als Spieler verlassen hatte. Seitdem hatte sich der Verein stetig verschlechtert und die Saison 2004/05 war in den vergangenen 20 Jahren die lediglich zweite Erstligasaison.
Am Weihnachtstag des Jahres 2004 war West Bromwich Tabellenletzter und hatte größte Abstiegssorgen, da es bis dahin noch keinem Verein gelungen war, den Klassenerhalt sicherzustellen, nachdem der Verein zu Weihnachten noch am Ende der Tabelle gestanden hatte (davor war dies 1991 nur Sheffield United in der damaligen First Division gelungen). Am letzten Spieltag schaffte der Verein jedoch noch nach einem Heimsieg gegen den FC Portsmouth den überraschenden Klassenerhalt, nachdem sowohl Norwich City und der FC Southampton verloren und Crystal Palace nur unentschieden gespielt hatten.
Robson verstärkte seinen Kader zu Beginn der Saison 2005/06, heuerte dabei den Stürmer von Wigan Athletic Nathan Ellington für drei Millionen Pfund an und lieh für eine Saison Chris Kirkland, Torwart des FC Liverpool, aus. Er reagierte damit darauf, dass der alte Kader nur sechs Spiele in der Vorsaison gewonnen und mit 34 Punkte einen Negativrekord für einen in der Eliteliga verbleibenden Verein aufgestellt hatte.
West Bromwich begann das Jahr 2006 knapp oberhalb der Abstiegszone und ist aktuell noch deutlich von der Form der späten 1970er- und frühen 1980er-Jahre, in denen Robson dort als Spieler aktiv war, entfernt. Am Ende der Saison stieg Robson mit „WBA“ in die zweitklassige Football League Championship ab, woraufhin sich der Klub im September des Jahres von Robson „in beiderseitigem Einverständnis“ trennte.

### Sheffield United
Am 22. Mai 2007 wurden Bryan Robson und Brian Kidd als neues Trainergespann von Sheffield United vorgestellt. Der Verein startete zunächst mühsam in die Zweitligasaison 2007/08 und sammelte in den ersten zehn Spielen nur neun Punkte, wodurch Robsons neue Mannschaft auf dem 20. Tabellenplatz lag. Nach weiteren unbeständigen Leistungen verkündete Robson im Anschluss an eine 0:2-Niederlage im Derby gegen Sheffield Wednesday, dass er seine Geduld mit den Spielern verloren habe. Der Vereinsvorsitzende Kevin McCabe bot seinem Trainer weiter öffentliche Unterstützung an, aber als Robson sich weiter darüber beklagte, nicht die Mittel zur Verfügung zu haben, die er erwartet hatte, geriet er vor allem nach einem 0:0-Heimremis am 9. Februar 2008 gegen Scunthorpe United in der Vereinsführung unter Druck. Im Anschluss an ein Gespräch mit dem Präsidium in Brüssel und einem Radiointerview, in dem Robson die mangelnde Unterstützung der eigenen Anhänger beklagte, verließ er Sheffield United am 14. Februar 2008. Zuvor hatte er eine anderweitige Rolle in der Vereinsführung abgelehnt.
Von September 2009 bis zu seinem Rücktritt im Juni 2011 war Robson Trainer der thailändischen Nationalmannschaft.

## Sportliche Erfolge
- Europapokal der Pokalsieger: 1991
- Englischer Meister: 1993, 1994
- FA-Cup-Sieger: 1983, 1985, 1990, 1994
- League-Cup-Sieger: 1992

## Soziales Engagement
Robson engagiert sich als Botschafter bei Show Racism the Red Card.